# Contra Marcião
Contra Marcião (em latim: Adversus Marcionem) é uma obra em cinco volumes escrita entre 207 e 208 d.C. por Tertuliano, um prolífico autor do cristianismo primitivo, nascido em Cartago na província romana da África, e o primeiro autor cristão a produzir uma obra literária (em latim: corpus), além de um notável apologista cristão e um polemista contra as heresias.
Entre outras obras "contra" escritas por Tertuliano, encontram-se: Contra Escápula, Contra Marcião, Contra Hermógenes e Contra os valentinianos. Segundo os especialistas Contra Marcião é a sua obra mais completa e polémica, até porque está em jogo toda a complexidade da religião católica; monoteísmo e três "entidades", ou seja o monoteísmo trinitário!

## Marcionismo
Marcião de Sinope (ou Marcion), um dos mais proeminentes heresiarcas dos primeiros séculos, criou uma teologia conhecida como marcionismo na qual existiam dois deuses distintos, um no Antigo Testamento e outro no Novo Testamento, pelo que foi denunciada pelos Pais da Igreja e excomungado. A sua obra é conhecida como Evangelho de Marcião (ou Evangelho do Senhor).

## A réplica
Em Contra Marcião Tertuliano combate esta heresia dizendo que não compreende como introduzindo um deus novo, como se tivéssemos vergonha do Deus antigo (um para cada Testamento). São as crianças que aplaudem uma nova canção..
Mais longe afirma; O fundo da disputa, toda a disputa afinal, resume-se numa questão de número. "É permitido introduzir duas divindades?", para prosseguir; Dois seres soberanos grandes! A sabedoria já alguma vez imaginou tal situação? Se admite dois seres soberanos, porque não vários?, e prossegue; (se há dois) devo fazer uma oração a cada um?